# Spodnji Dolič
Spodnji Dolič je naselje v Občini Vitanje.